# National Democratic Party (Fidschi, 1960er)
Die National Democratic Party (NDP) war eine Politische Partei in Fidschi. Sie entstand in den frühen 1960ern durch eine Vereinigung der Western Democratic Party von Apisai Tora mit der Fijian National Party von Isikeli Nadalo. Sie erhielt ihre Unterstützung hauptsächlich von Fidschianern in der Provinz Ba und anderen westlichen Regionen, denen die Dominierung durch mächtige Chiefs aus dem östlichen Fidschi ungelegen war. In der Folge vereinigte sich die Partei mit der Federation Party, welche fast komplett von Indo-Fijians (Findians) dominiert war, und wurde zur National Federation Party (NFP).
Die NFP wurde durch Personen der früheren Federation Party dominiert. Diese war viel größer als die NDP. Die Vereinigung ermöglichte es jedoch der NFP einen Teil der indigenen Fidschianer als Wähler zu gewinnen. Auch wenn die Partei nie mehr als 10 % der Stimme der indigenen Fidschianer erringen konnte, wurden doch einige Mitglieder nach der Unabhängigwerdung 1970 in das spätere House of Representatives gewählt. Sie konnten durch Cross-Voting in den umgestalteten Wahlkreisen in das Parlament einziehen (Die Sitze wurden nach Ethnie vergeben, aber durch allgemeine Wahl – universal suffrage – bestimmt).
Eine neue National Democratic Party wurde im Zuge der Wahlen in Fidschi 2006 gegründet.

## Wahlergebnisse
| Wahl      | Stimmen | %   | Mandate |
| --------- | ------- | --- | ------- |
| Wahl 1966 | 6.874   | 1,7 | 0 / 36  |